# Scopula aniculosata
Scopula aniculosata är en fjärilsart som beskrevs av Jules Pièrre Rambur 1829. Scopula aniculosata ingår i släktet Scopula och familjen mätare. Inga underarter finns listade.